# SN 2006hm
SN 2006hm – supernowa typu Ia odkryta 18 września 2006 roku w galaktyce A232614-0022. W momencie odkrycia miała maksymalną jasność 22,20m.